# Rod Hardy
Rod Hardy (nascut a Melbourne, Austràlia) és un director de televisió i cinema australià.

## Carrera
El seu interès pel cinema va començar abans dels 12 anys, quan va rodar diversos curtmetratges amb la càmera de pel·lícula de 8 mm del seu germà. Rod té més de 350 hores de crèdits dirigint drama televisiu a la seva Austràlia natal.
El seu primer llargmetratge, Set de sang , va guanyar el premi a la millor pel·lícula en la seva categoria a l'Asia-Pacific Film Festival de 1980 i la medalla de plata als millors efectes especials al XII Festival Internacional de Cinema Fantàstic i de Terror.
Després d'haver perfeccionat les seves habilitats de direcció i producció a Austràlia, principalment a la sèrie de televisió E Street  de 1989 a 1991 de la qual va ser el coproductor executiu, Hardy es va traslladar a Los Angeles el 1992 per llançar la seva carrera estatunidenca.
El seu primer encàrrec va ser dirigir  Lies and Lullabies, la traumàtica història de la vida de cocaïnomanes embarassades, protagonitzada per Susan Dey i Piper Laurie. La pel·lícula va rebre el premi Scott Newman (fundat per Paul Newman i Joanne Woodward en memòria del seu fill) que es presenta anualment a la producció que millor il·lustra la degradació i el triomf sobre l'addicció a les drogues.
Des del seu premiat debut com a director als Estats Units, ha obtingut nominacions tant als Globus d'Or com a l'Emmy per a les pel·lícules setmanals i les minisèries.
Hardy és molt conegut als Estats Units. cercles de televisió per a programes com  The X-Files ,   Battlestar Galactica  i   Leverage  .

## Filmografia (com a director)

### Pel·lícules i minisèries
- Set de sang (1979)
- Sara Dane (1982)
- Under Capricorn (1983)
- Eureka Stockade (1984)
- Shadows of the Heart (1990)
- Rio Diablo (1993)
- Between Love and Hate (1993)
- Lies and Lullabies (1993)
- The Only Way Out (1993)
- My Name Is Kate (1994)
- The Yearling (1994)
- Buffalo Girls (1995)
- An Unfinished Affair (1996)
- 20,000 Leagues Under the Sea (1997)
- Robinson Crusoe (1997)
- Two For Texas (1998)
- Nick Fury: Agent of S.H.I.E.L.D. (1998)
- High Noon (2000)
- Route 52 (2002)
- Els nois de desembre (2007)
- Silent Night (2014)
- Lucky Valentine (2014)

### Sèries de televisió
- E Street (co-executive producer)
- The Mentalist
- Leverage
- Mental (sèrie de televisió)
- Saving Grace (sèrie de televisió)
- Dollhouse (sèrie de televisió)
- Burn Notice
- Battlestar Galactica
- JAG
- The X-Files
- Powers
- The Librarians
- Prisoner (sèrie de televisió)
- Neighbours, inclòs l'episodi icònic The Wedding - Episodi 523